# DiSSCo

DiSSCo logo

DiSSCo, afkorting van het Engelstalige begrip Distributed System of Scientific Collections, is een pan-Europese onderzoeksinfrastructuur in ontwikkeling voor natuurwetenschappelijke collecties.
De DiSSCo RI werkt aan de digitale eenwording van alle Europese collecties onder gemeenschappelijk beheer, toegang en beleid en streeft ernaar ervoor te zorgen dat de gegevens gemakkelijk vindbaar, toegankelijk, interoperabel en herbruikbaar zijn (FAIR). Als zodanig zal DiSSCo een gefragmenteerd landschap van cruciale natuurwetenschappelijke collecties (met naar schatting 1,5 miljard exemplaren) transformeren tot een geïntegreerde kennisbasis met betrekking tot de natuur en natuurwetenschappen.
DiSSCo vertegenwoordigt de grootste formele overeenkomst ooit tussen natuurhistorische musea, botanische tuinen en universiteiten die collecties houden in de wereld, met 120 deelnemers uit 21 landen. Het is formeel erkend als een onderzoeksinfrastructuur van pan-Europese relevantie met de 2018 ESFRI-roadmap update en is gepland om in 2025 operationeel te worden. Een uiting van politieke steun (EoS) werd ondertekend door 11 landen: Nederland (leidend land), België, Bulgarije, Denemarken, Estland, Frankrijk, Griekenland, Italië, Portugal, Slowakije, Verenigd Koninkrijk.  DiSSCo zal naar verwachting tegen 2025 volledig operationeel zijn. Het coördinatie- en ondersteuningsbureau van DiSSCo is gehuisvest bij Naturalis Biodiversity Center.